# Лінгаварман
Лінгаварман (д/н — 669) — 12-й магараджа індуїстської держави Таруманагара у 666—669 роках.

## Життєпис
Син магараджи Нагаджаявармана. Віломостей про нього обмаль. Посів трон 666 року. Він має двох доньок: старшу Манасіх, що стала дружиною Тарусбави, а молодша Собаканчана — хаджі Джаянаши. У 669 році Лінгаварман помер, і його наступником став Тарусбава.